# Отрадная Балка
Отрадная Балка (укр. Одрадна Балка) — село, относится к Березовскому району Одесской области Украины. Расположено на ручье Стадная.
Население по переписи 2001 года составляло 25 человек. Почтовый индекс — 67353. Телефонный код — 4856. Занимает площадь 0,232 км². Код КОАТУУ — 5121281204.

## Местный совет
67353, Одесская обл., Березовский р-н, с. Гуляевка, ул. Гагарина, 7